# 모가미강
모가미강(일본어: 最上川 모가미가와[*])은 일본 야마가타현을 흐르는 강이다. 총 길이는 229 km로 일본에서 일곱번째로 긴 강이며, 유역 면적은 7,040 km2이다.
강은 야마가타현 남쪽 아즈마산에서 발원해 북쪽으로 흐르고 신조시에서 서쪽으로 방향을 바꿔 사카타시에서 동해로 빠져 들어간다. 한 때 강을 이용한 수상 교통이 번창하였고 잇꽃과 같은 지역 특산품과 긴키 지방의 쌀이 수송되었다.
1967년의 우에쓰 홍수(ja) 때에는 크게 범람하여 야마가타현에서만 약 226억 엔의 재산피해를 내기도 했다.
후지강, 구마강과 함께 '일본 3대 급류'의 하나로 꼽히지만 실제 급류인 곳은 협곡 지형인 모가미사미다레(最上川さみだれ) 대언(大堰, 큰 제방) 부근과 가미고(上鄕) 댐(ja) 상류 지역 등 두 곳 정도로 그 외의 전반적인 유속은 완만한 편이다. 이러한 급류는 민요나 문학작품의 소재로 애용되어, 마쓰오 바쇼의 하이쿠 《五月雨を 集めて早し 最上川》가 특히 유명하다. 또, 1925년 쇼와 천황이 야마가타현을 방문했을 때 이 강을 주제로 하여 지은 시는 1930년에 곡이 붙여져 1982년에 야마가타 현민의 노래로 지정되었다.